# Вінслоу Гомер
Ві́нслоу Го́мер (англ. Winslow Homer МФА: [ˈwɪnzloʊ̯ ˈhoʊ̯mɚ]; 24 лютого 1836, Бостон — 29 вересня 1910, Праутс-Нек) — засновник реалістичного живопису США (разом з художником Томасом Ікінсом) в другій половині 19 століття. Живописець і графік. Малював жанрові композиції, марини. Один з перших художників США, що розробляв суто американські сюжети.

## Життєпис
Він з родини середнього класу. Був середущим з трьох синів. Навички малювання отримав від матері. Початкову освіту отримав у школі, де не був серед найкращих учнів.
Американське суспільство 19 століття розділяло майже всі забобони і примхи пуританської Англії, а потім і Британії вікторіанської доби. Вважалося шляхетним, щоб жінка грала на музичних інструментах або малювала. От мати Вінслоу і малювала. Приємне те, що вона виховала цікавого художника, який рахувався з нею майже все життя.
Батько мав невелику крамницю. Авантюрний характер батька і бажання розбагатіти швидко призвели до фіаско. Два роки той брав участь у пошуках родовищ золота в Каліфорнії, а потім працював в Лондоні і Парижі, але без успіху. Повернувся без грошей і існував на гроші сімей своїх синів, що було досить ганебно.
Фінансові негаразди батька сильно вплинули на Вінслоу, і той все життя поклав на досягнення стабільного фінансового стану. Вінслоу відмовився навчатися в університеті і довго працював ілюстратором часопису, хоча вже був відомим художником. Адже праця в журналі давала стабільну зарплатню. Цей період збігся з розквітом друкованих видань США, а Гомер (завдяки практиці) став майстром графіки. З 1859 року він переїхав з Бостона до Нью-Йорка. До 1875 року він намалював близько 200 графічних робіт для різних часописів. Деякий час він навчався в Національній академії дизайну (малюнку), що вважалася головним навчальним закладом США подібного профілю. Відсутність фахового художнього навчання примусила його навчатися у художників Фредеріка Рондела і Томаса Сіра Каммінгса. Його наміри поїхати на навчання в Західну Європу не здійснилися.

## Творчість
Як художник починав з майже ідилічних сцен. То це дівчина за читанням («Нова новела», «Дівчина біля вікна»), то це дівчина біля столика, де стоїть екзотична статуетка слона з Азії. Частково теми шляхетного дозвілля багатіїв знайдуть своє відображення і в графічних творах художника.
Його картина «Сільська школа» малює пуританську сільську школу в американській глибинці, де босоногі діти намагаються засвоїти писемність. Аби не занадто голі стіни і незвична стеля, то картину можна було б прийняти за твір російського передвижника. Здається, то були проби пензля, як у письменника початківця — проби пера. Гомер шукав свою тему в мистецтві.

### «Літня ніч», 1890 і «Торнадо-убивця»
В картині «Літня ніч» присутні дивляться на розбурхане море, як на драматичну виставу. Але в глядацькій залі (на березі) все ще цілком безпечно. Дві дівчини навіть танцюють.
Танці давно закінчилися для рибалки в картині «Тривожний сигнал про туман». Море — ділянка небезпечна, тут смерть гуляє щоденно. І про обережність і нагадав тривожний сигнал. Рибалка підналіг на весла, аби врятуватись.
Справжня трагедія присутня на акварелі «Торнадо-вбивця (Після торнадо)». Суворе море щойно заспокоїлося. Але трагедія вже сталася. Хвилі викинули на узбережжя уламки рибальського човна і труп негра-рибалки. Все просто і страхітливо, ніяких поступок шляхетним забобонам про некрасиву тему, неможливість подібного твору вивісити в вітальні чи кабінеті.
Труп не новина в мистецтві. Їх залюбки малювали майстри англійського і французького романтизму (Жеріко, Фюслі та ін.) Справа в навантаженні ідеєю, в руйнівному чи гуманістичному векторі прагнень художника. Жеріко — аби налякати глядача і продемонструвати свою сміливість — намалював натюрморт з розчленованим людським тілом (музей в Монпельє). Подібний і справді не треба вішати у вітальні.
Акварель «Торнадо-вбивця» Гомера з ряду величних трагедій. Художник гостро відчуває чужу біду і застерігає від небезпеки. Адже слабким і необережним не місце в морі. Поганим було те, що коло небезпечних робіт розширилося, а чутливий майстер це відчув і зробив темою своєї творчості.
Суворе життя позбавляло ілюзій. В серії картин на тему «Гравці в крокет» ще присутнє шляхетне суспільство і шляхетне дозвілля, але з'являються і нові теми, і нові персонажі. Це бідні і пересічні мешканці міст і рибалки, важку працю яких художник добре відчув і добре відтворив в картинах і гравюрах.
Злам у світосприйнятті прийшов в середині 1880. Вінслоу Гомер відтворює драматичні, суворі, трагічні теми життя. Це світ людей, які мають небезпечне сьогодення і майбутнє, що дасть лише трагедії.

### Вибрані твори
- «Нова новела»
- «Квіти персика»
- «Біля вікна»
- «Полонені на фронті»
- «Думка про рідну оселю»
- «Мисливець з собакою»
- «Дівчина з кошиком на узбережжі»
- «Гольфстрім (картина)»
- «Берег на Бермудах»
- «Ведмідь і каное»
- «В хащах Флориди»
- «Свіжий вітер»
- «Човни рибалов в Кі Вест»
- «Паркан в Нассау»
- «Майн, скелі»
- «Негритянські хижки та пальми»
- «Вітер норд-ост»
- «Ураган на Багамах»
- «Торнадо вбивця»

## Галерея

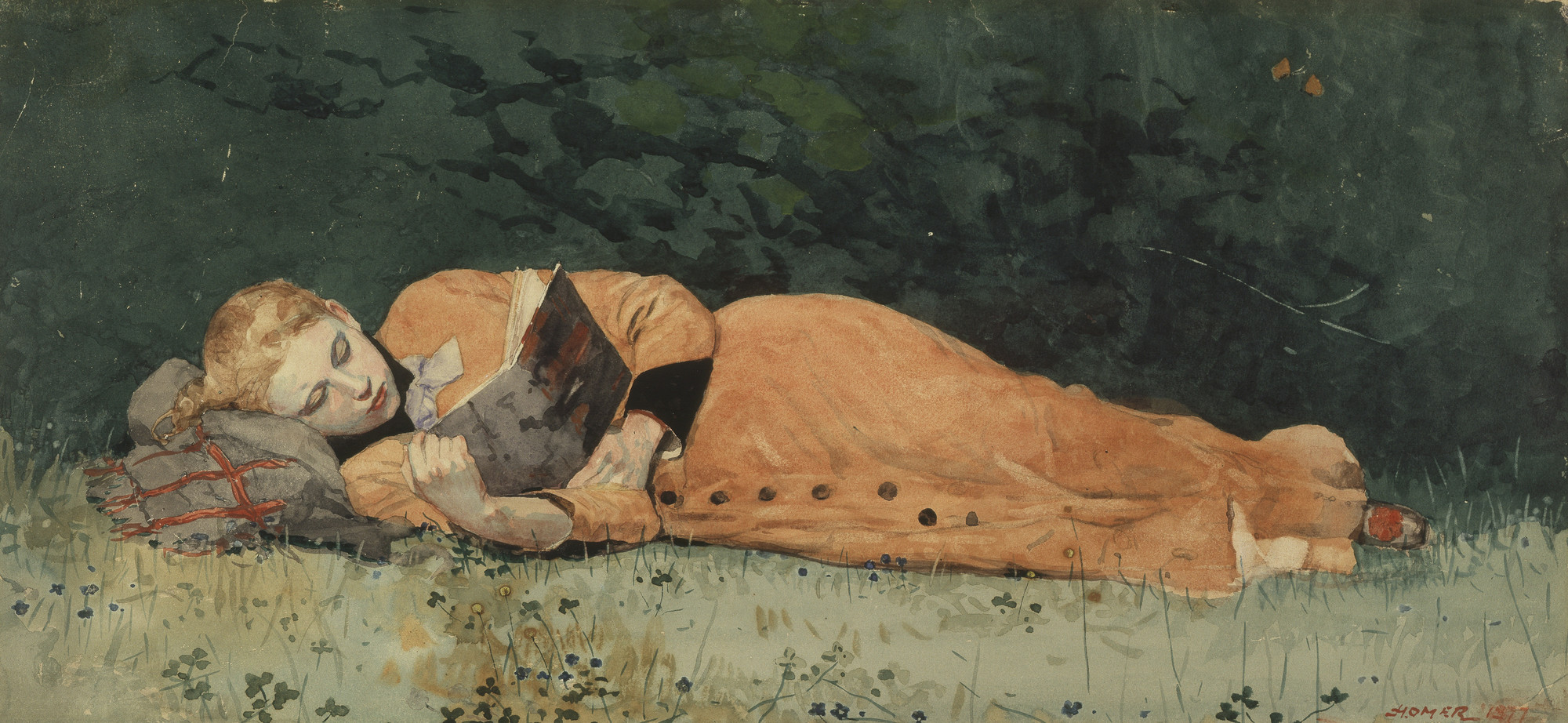
Нова новела, 1877, Спрингфілд, США
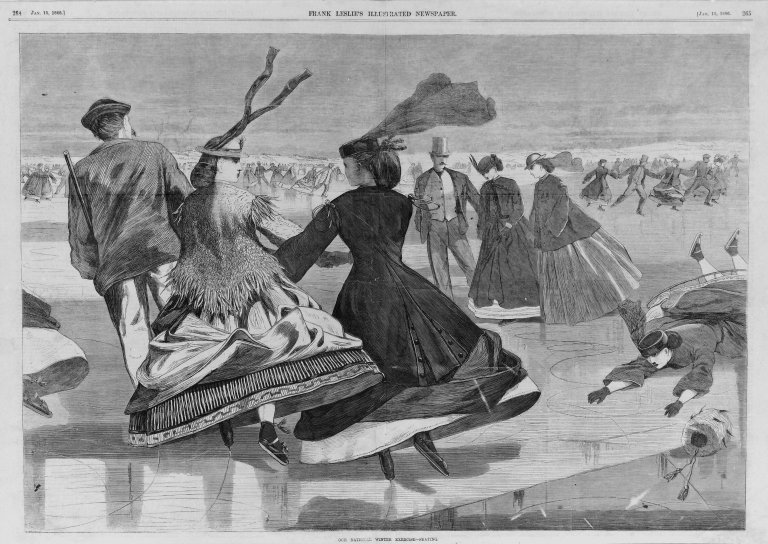
«Катання на ковзанах»
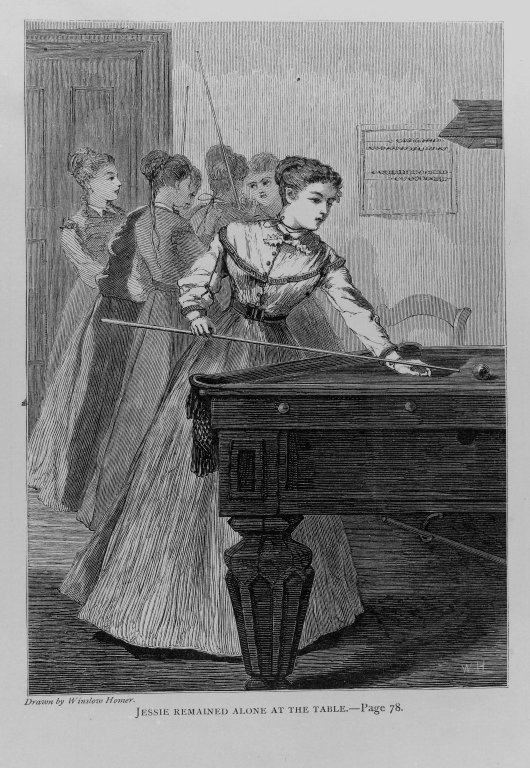
«Гра в Більярд»
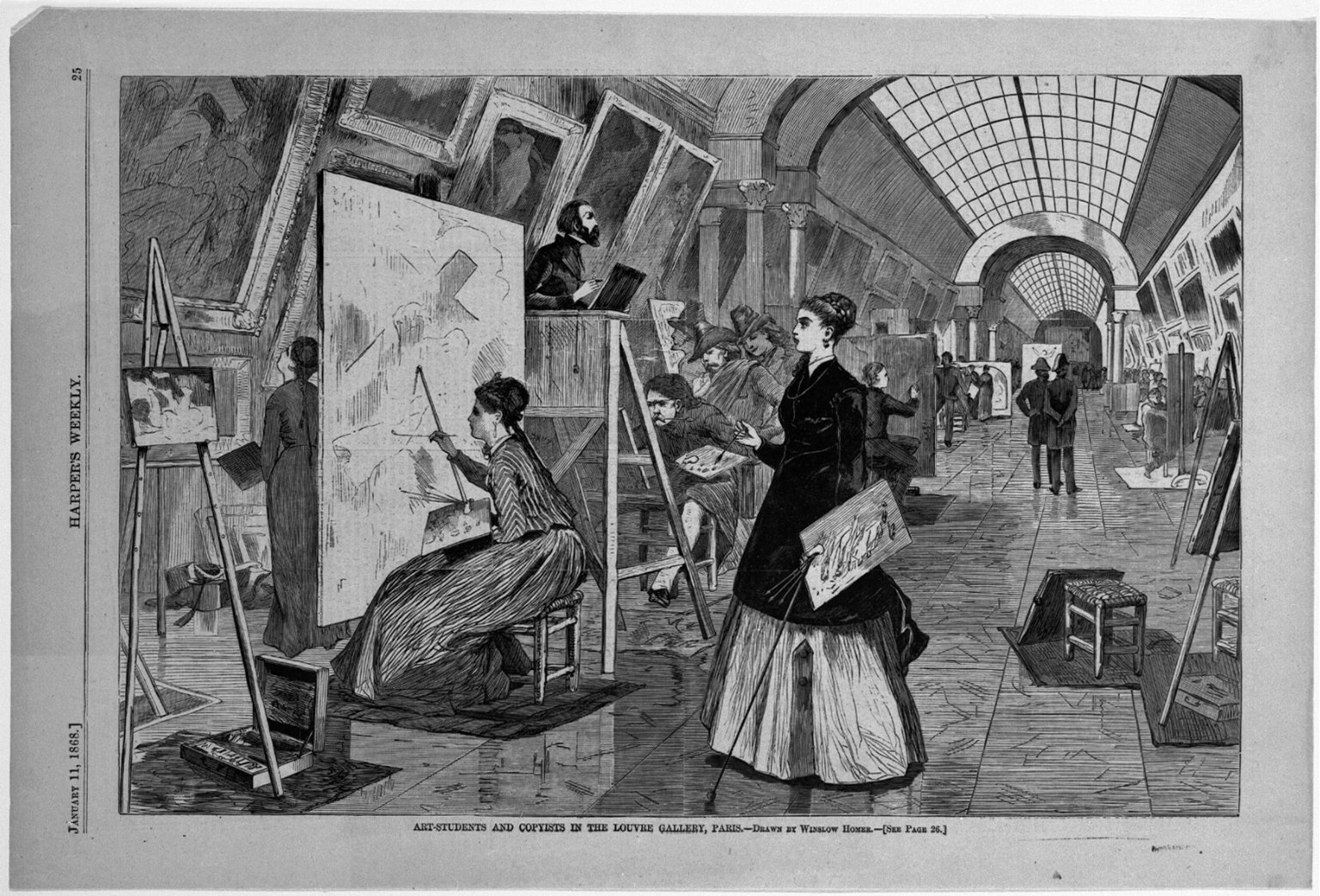
«Копіювання картин в Луврі»
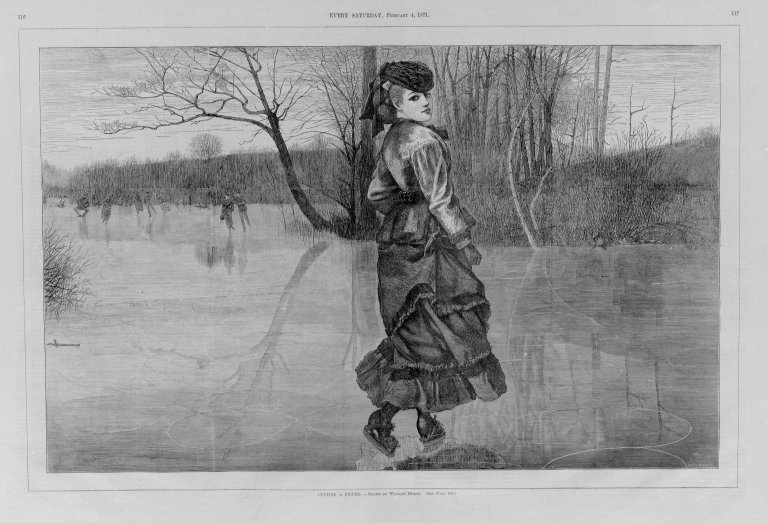
«На ковзанах»
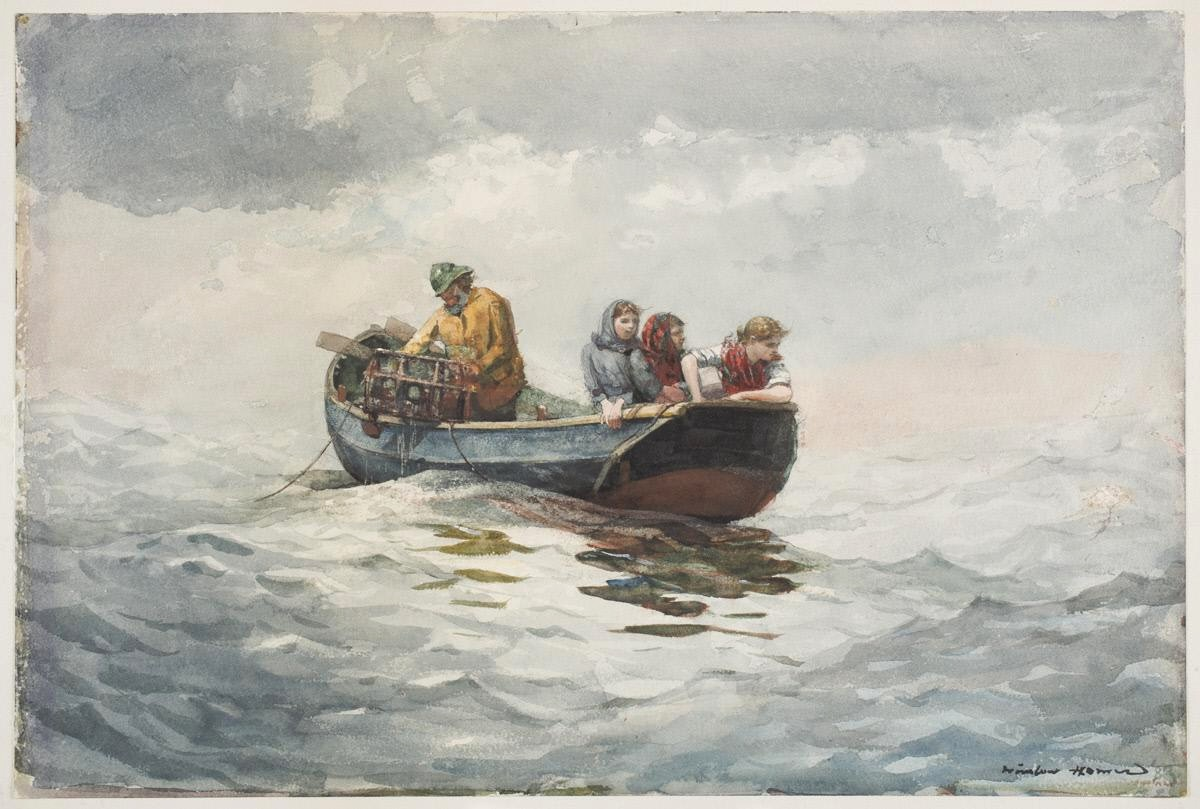
«Вилов крабів», Вустерський музей мистецтв
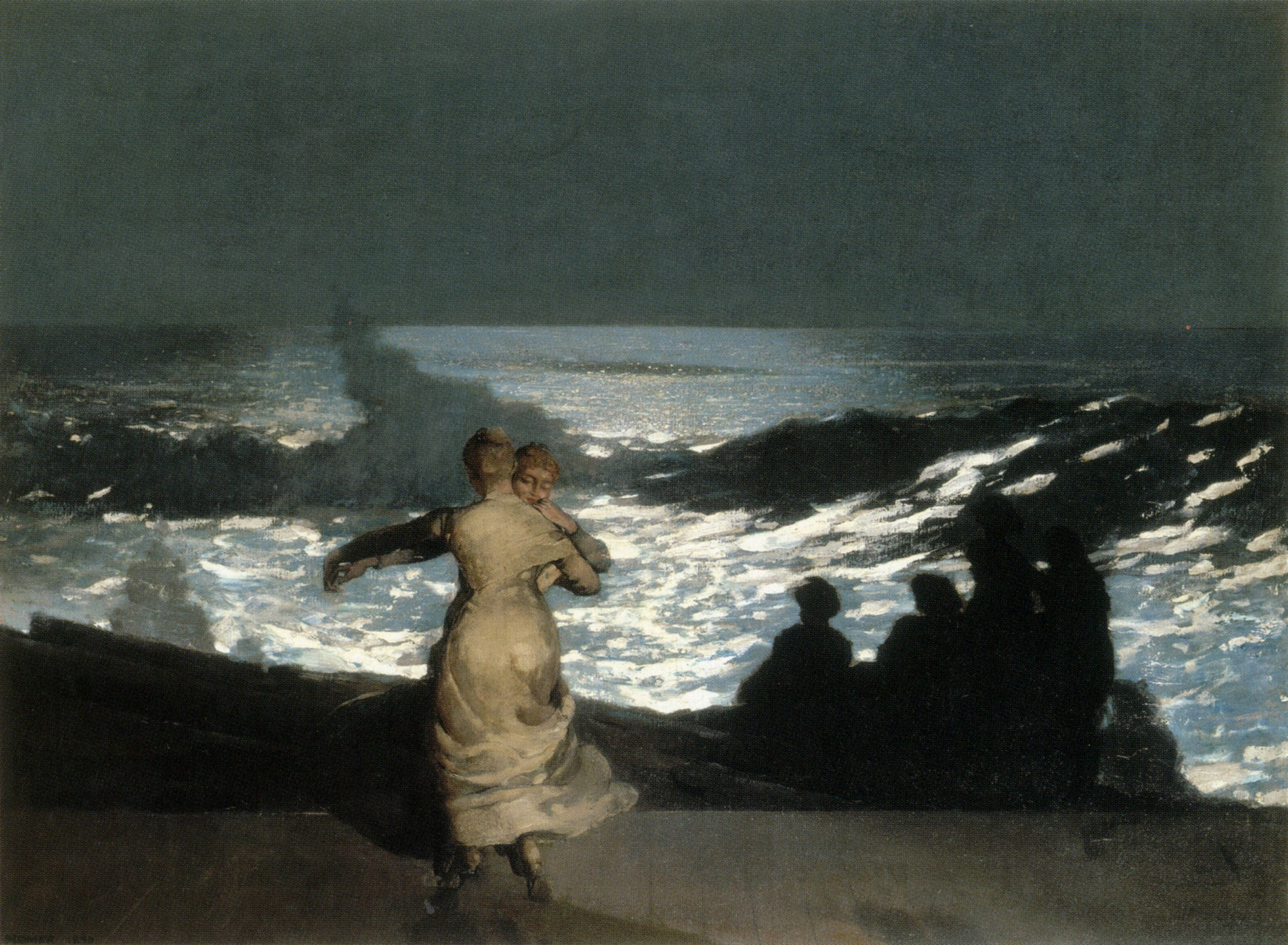
«Літня ніч», (1890), музей Орсе, Париж
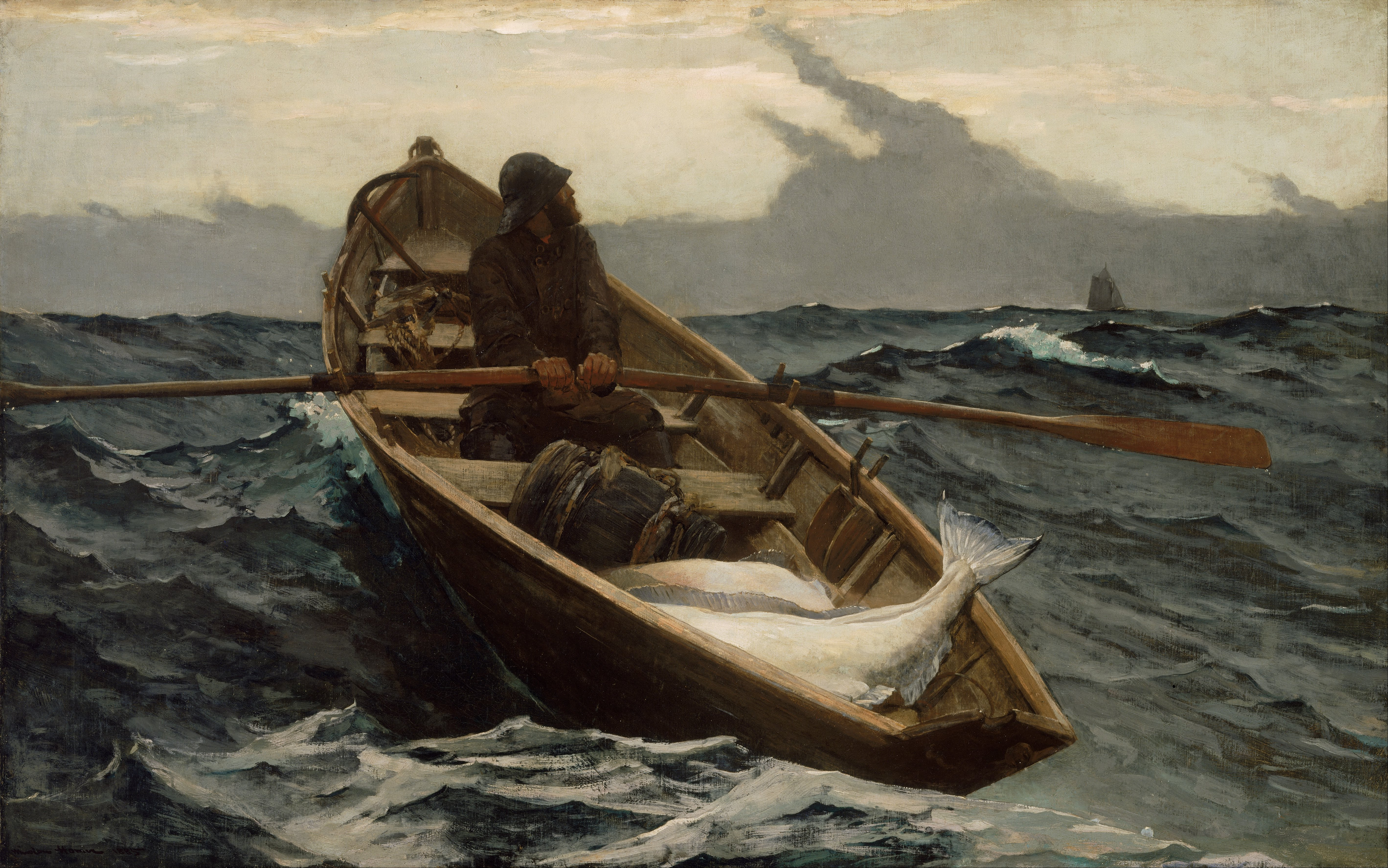
Тривожний сигнал про туман, Бостонський музей образотворчих мистецтв
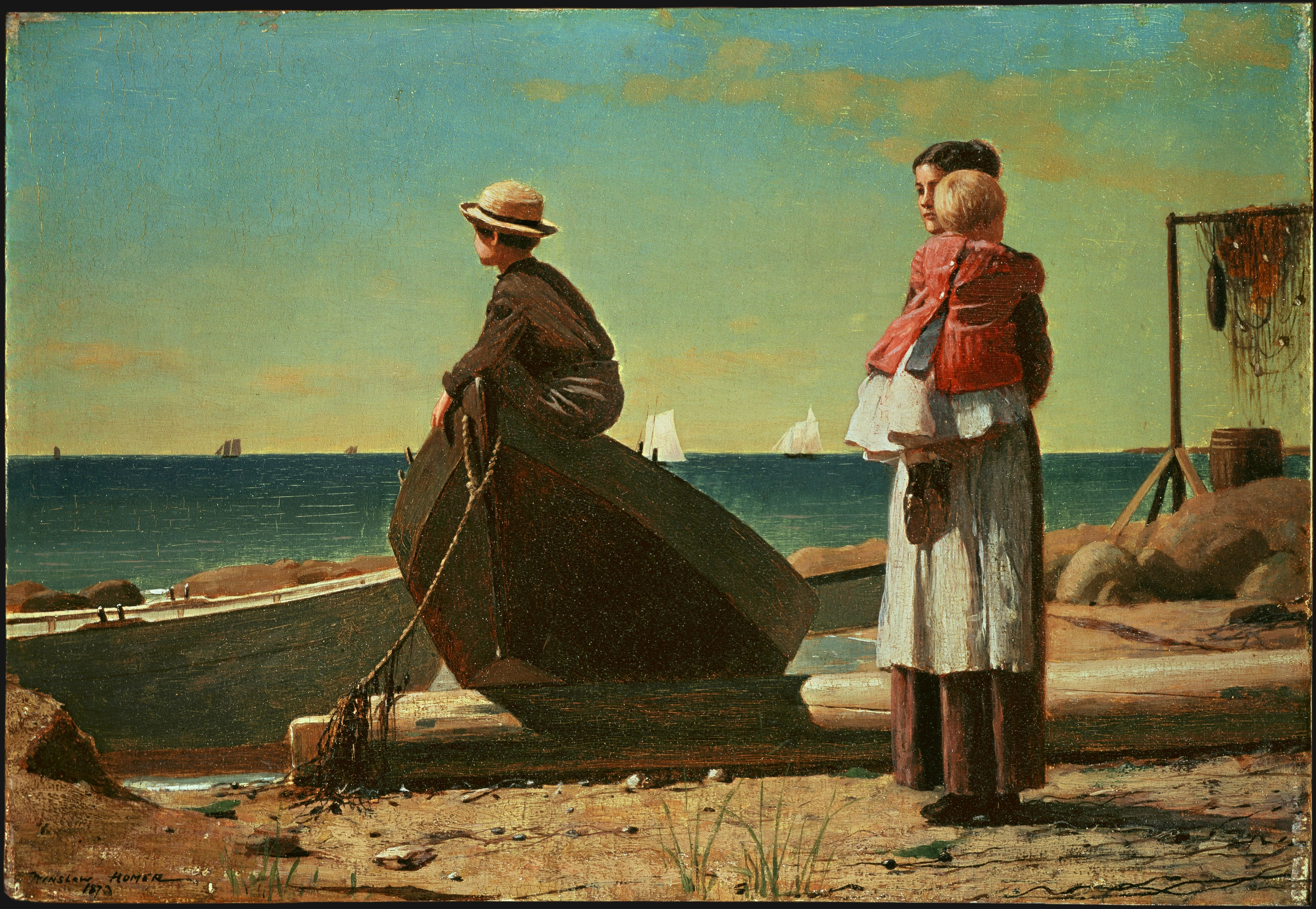
Тато повертається, 1873, Вашингтон
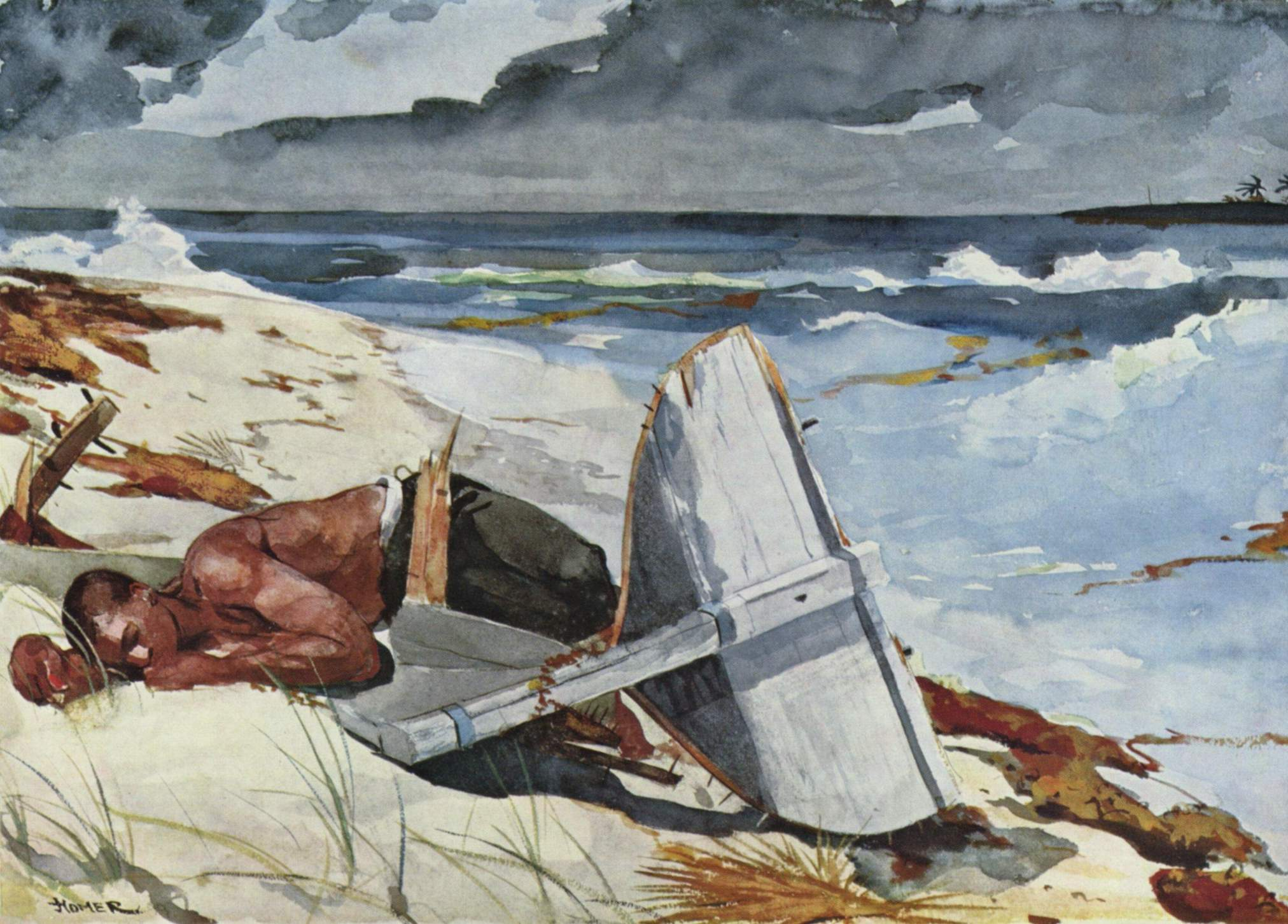
Торнадо убивця, Художній інститут Чикаго
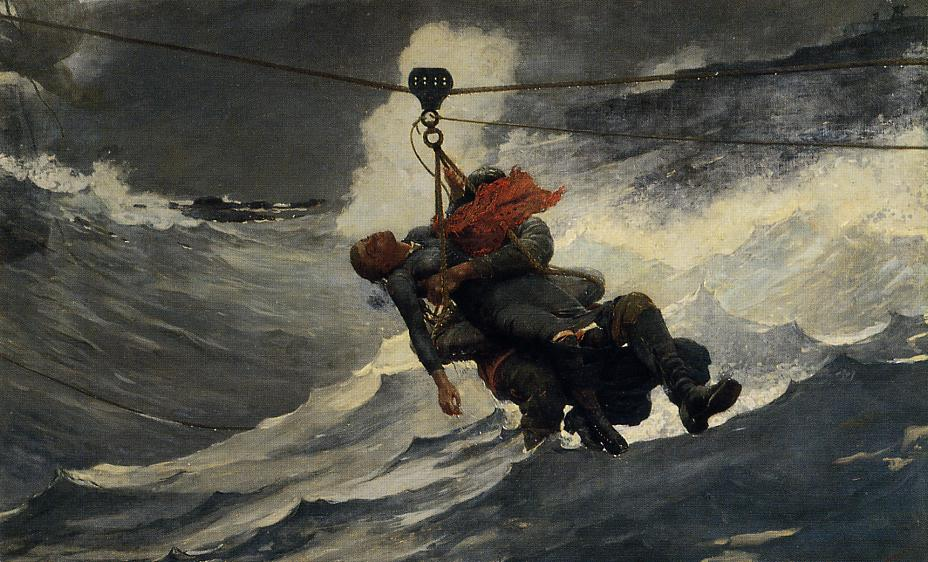
Лінія життя, 1884
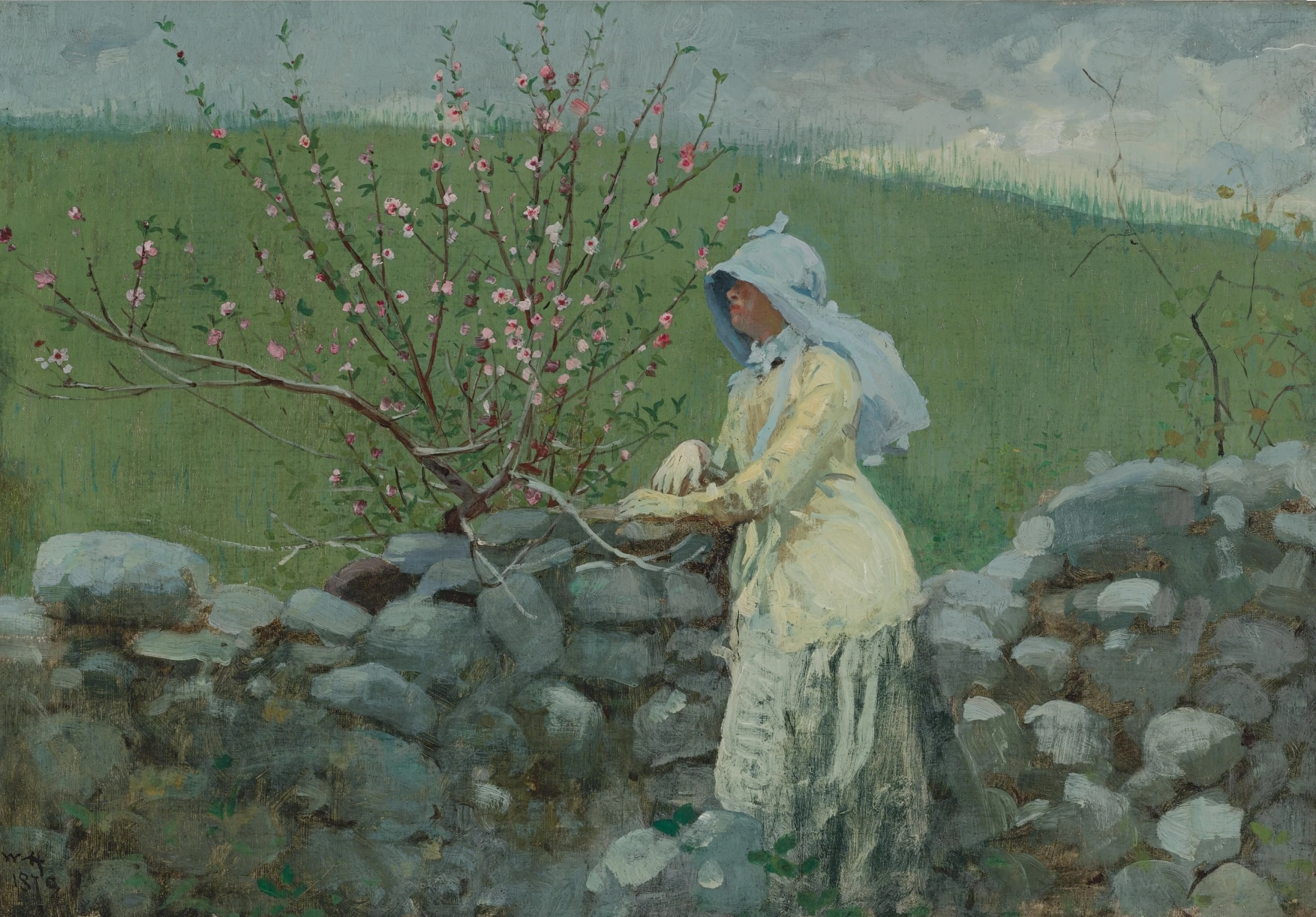
Квіти персика
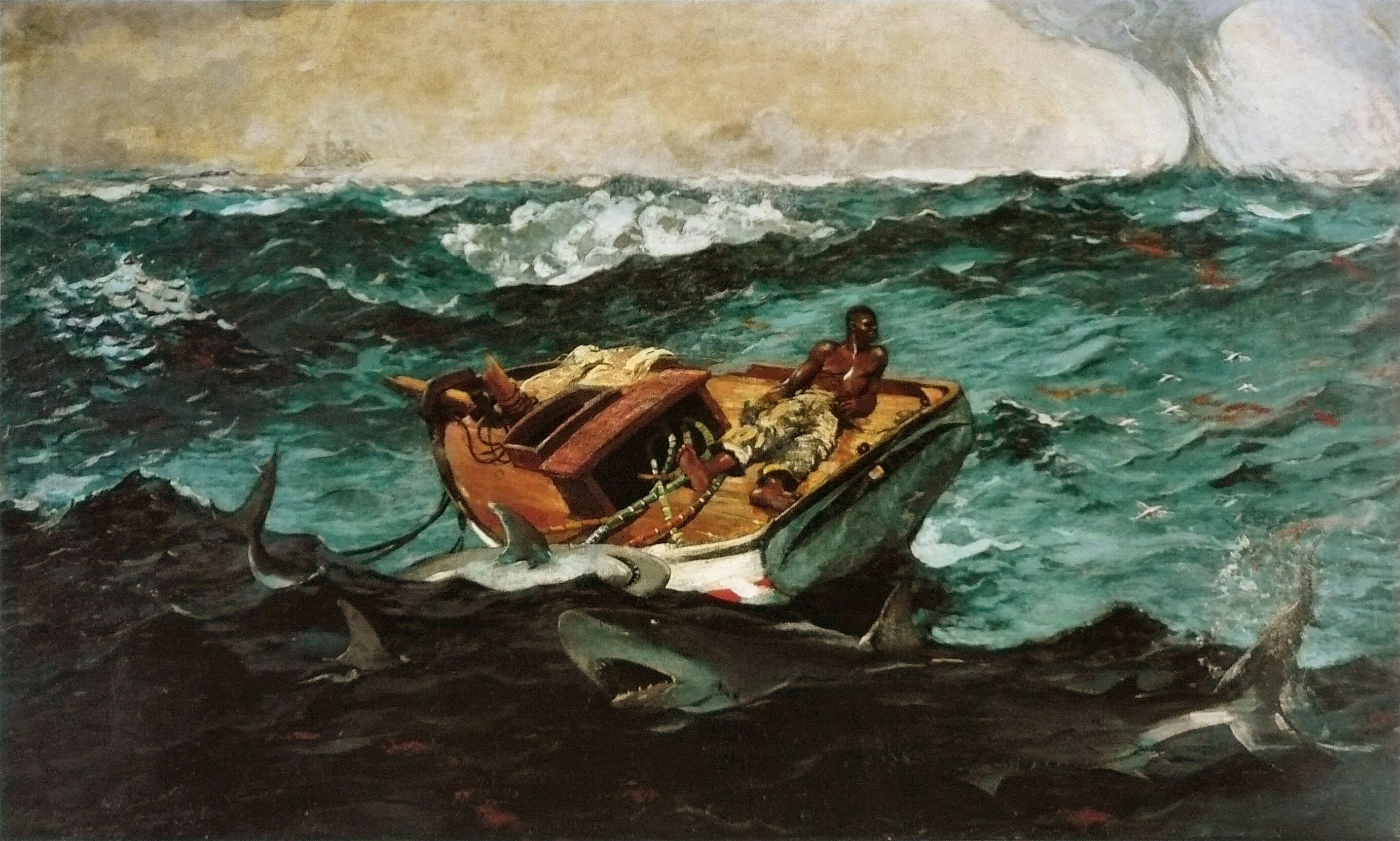
Гольфстрім
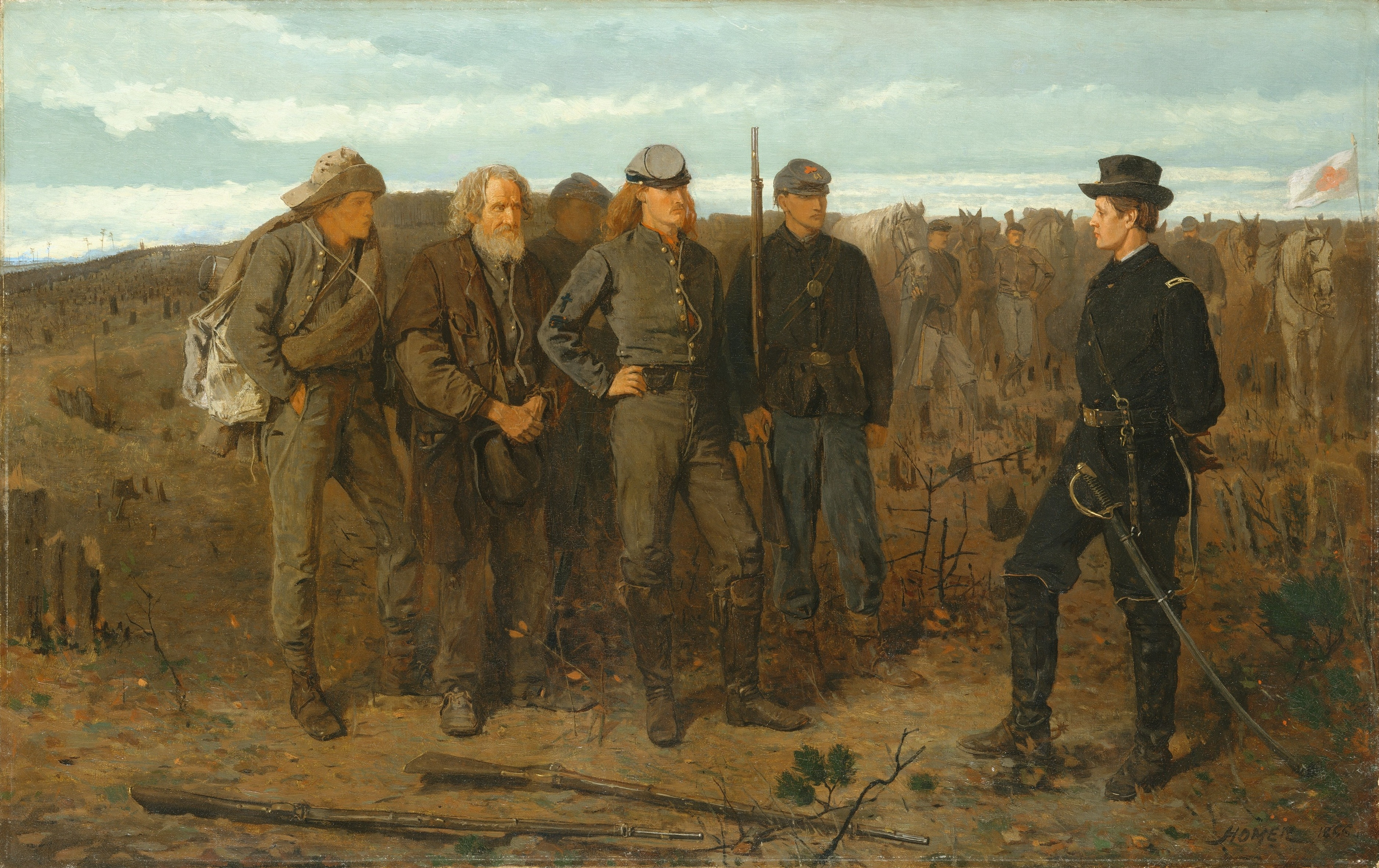
Полонені на фронті, 1866
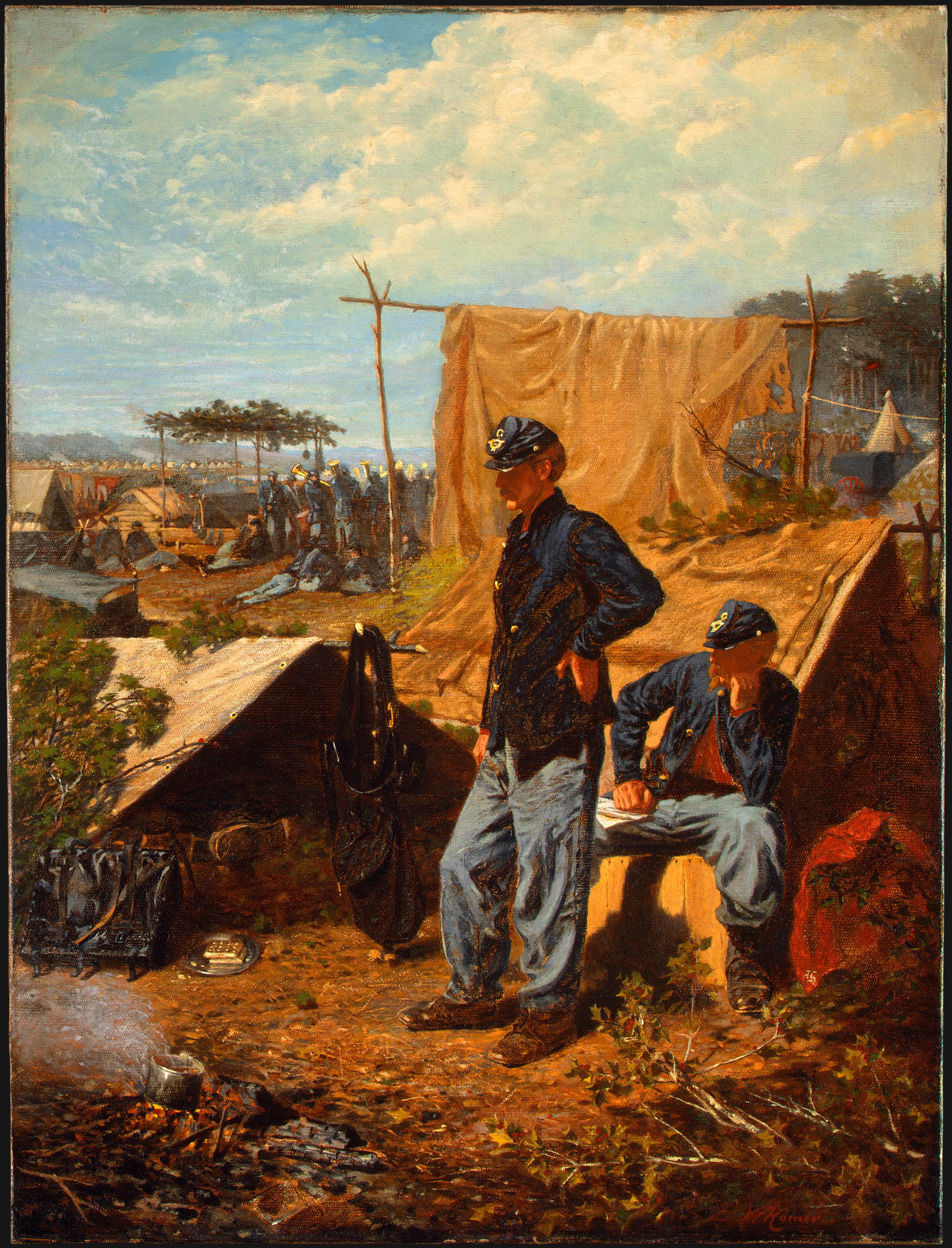
Думка про рідну оселю, 1863
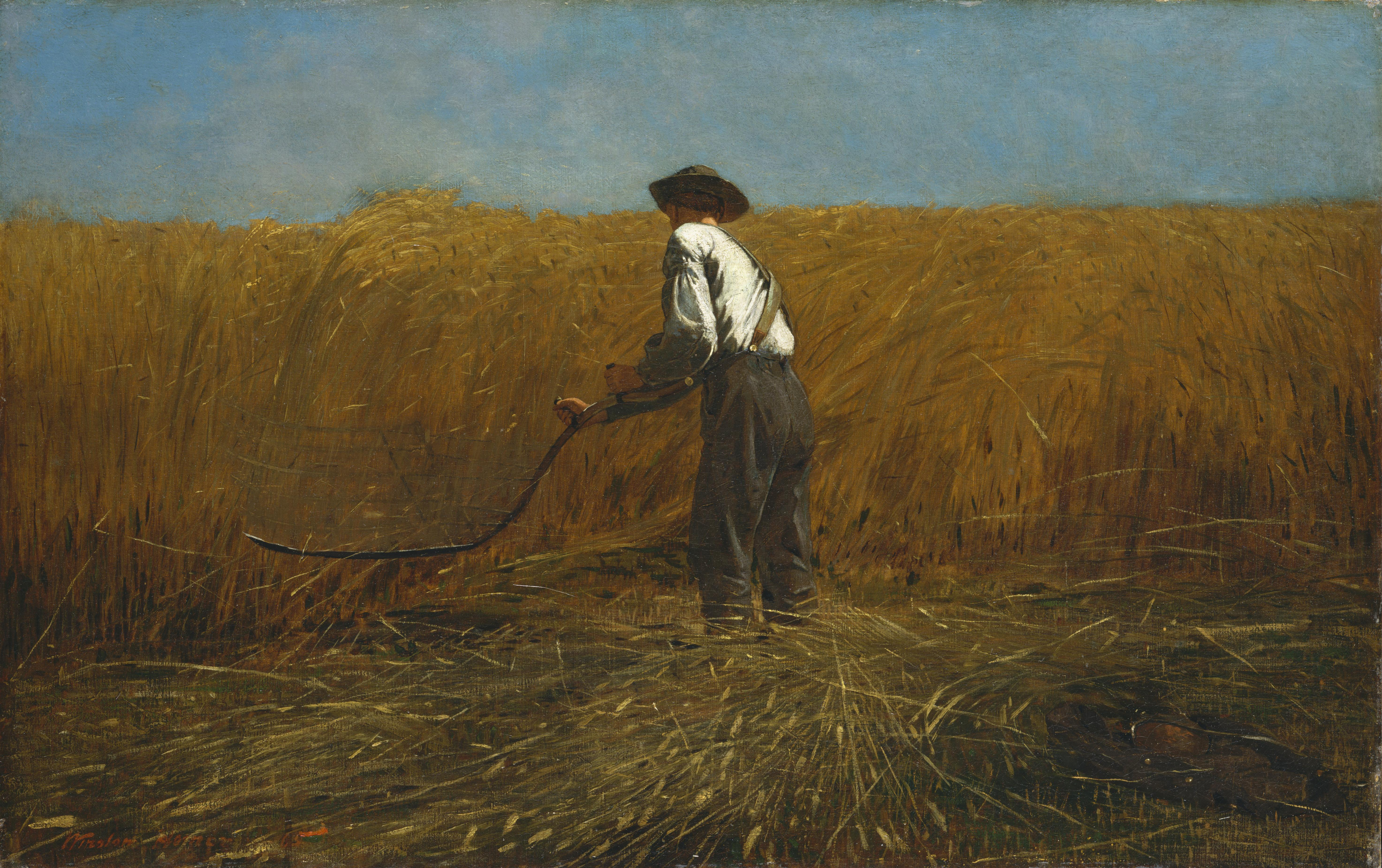
«Нове поле діяльності ветерана», 1865
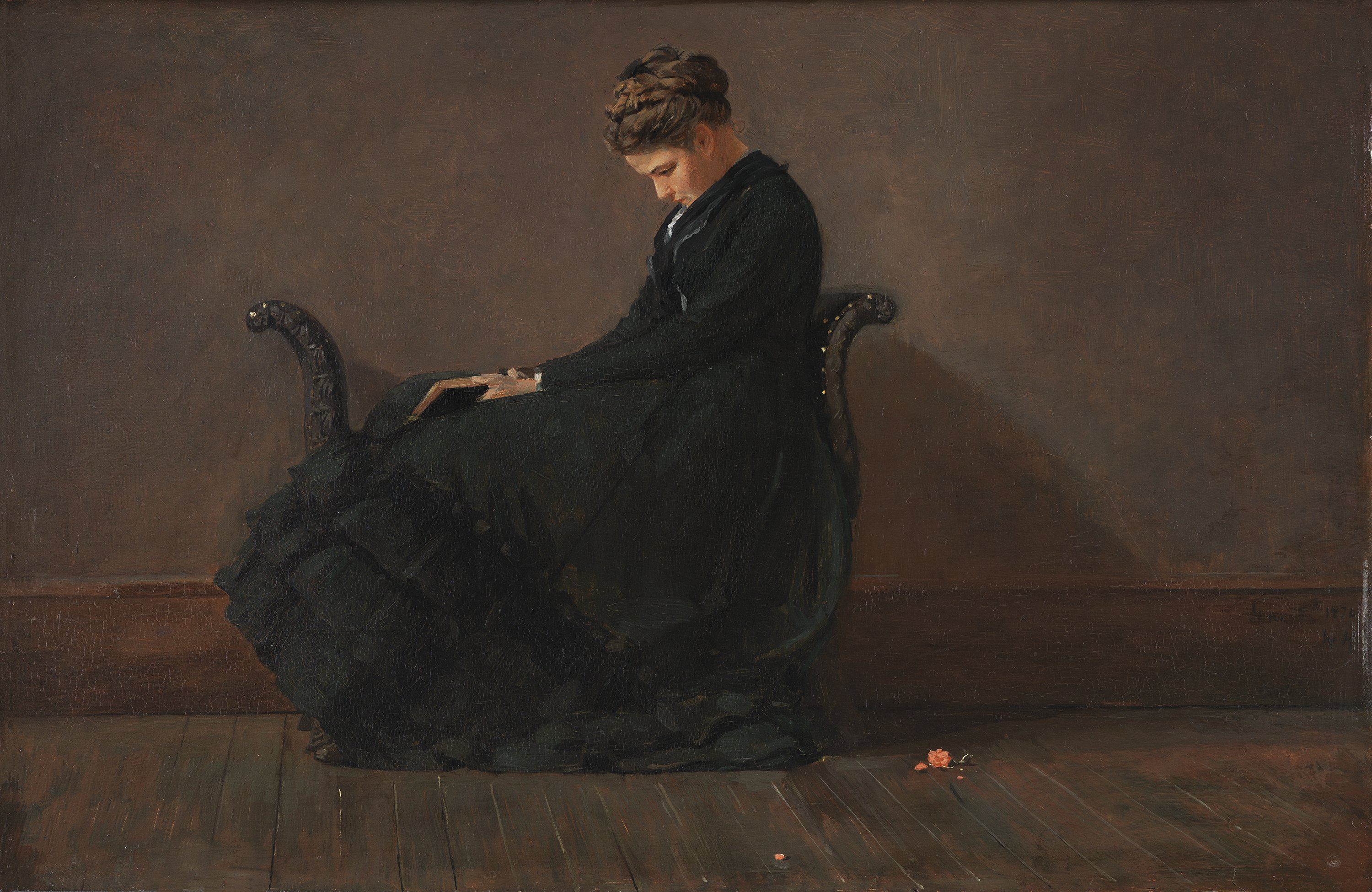
«Портрет Єлени де Кей», 1872, Музей Тиссена-Борнемісса, Мадрид

### Акварелі

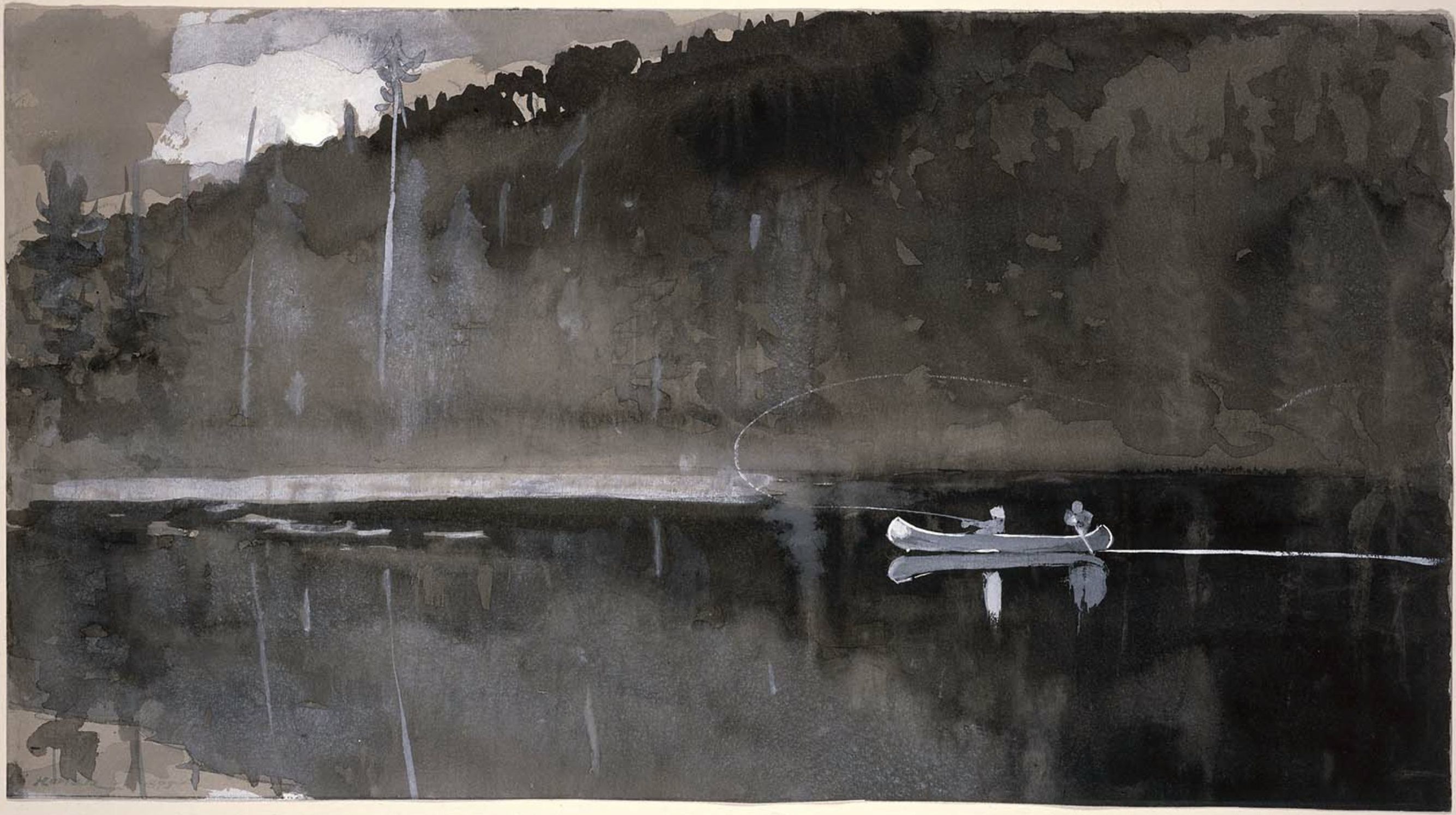
Рибальство на озері, озеро Сент-Джон, Квебек, акварель, 1895, Бостонський музей образотворчих мистецтв
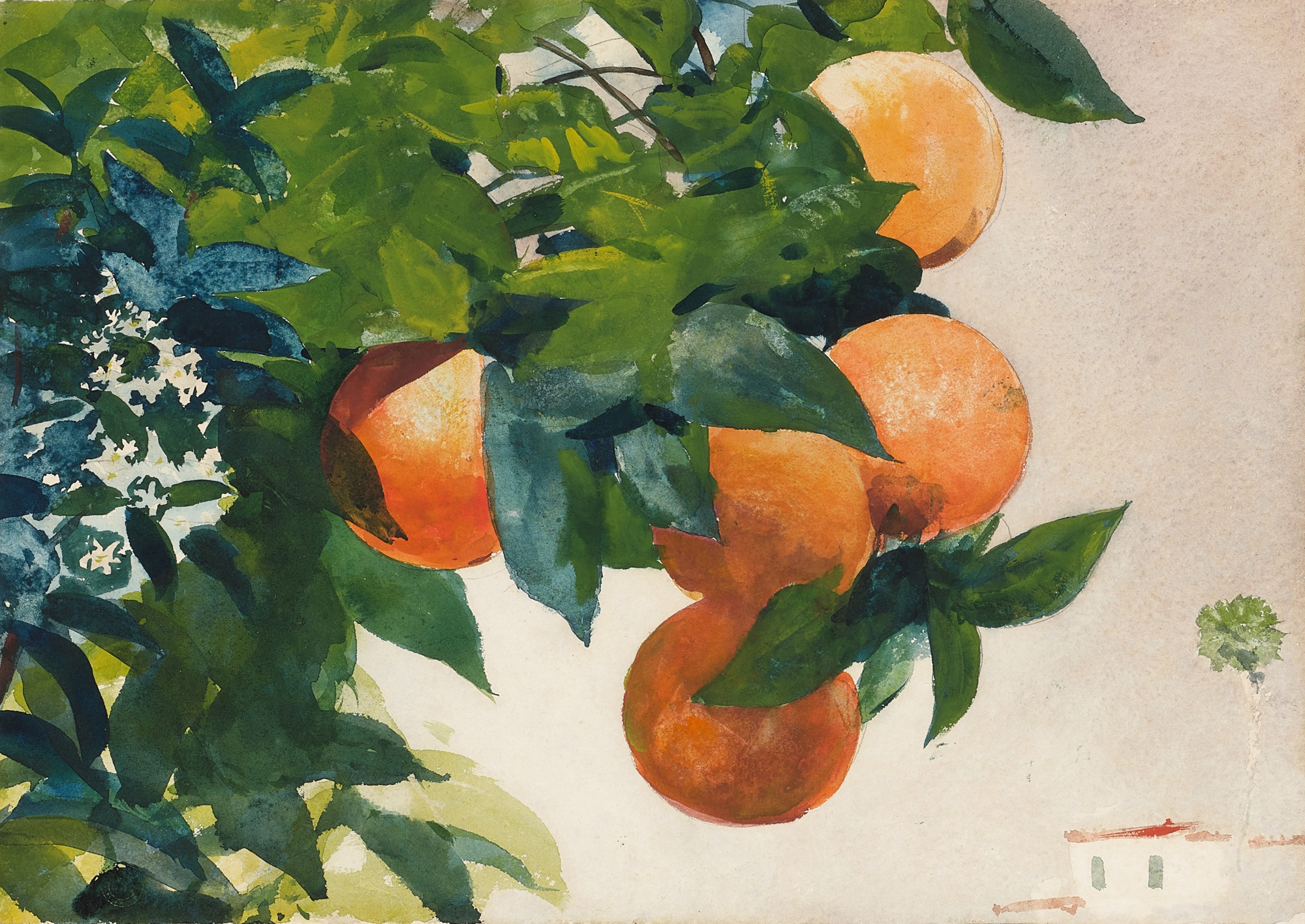
«Помаранчі на гілках»
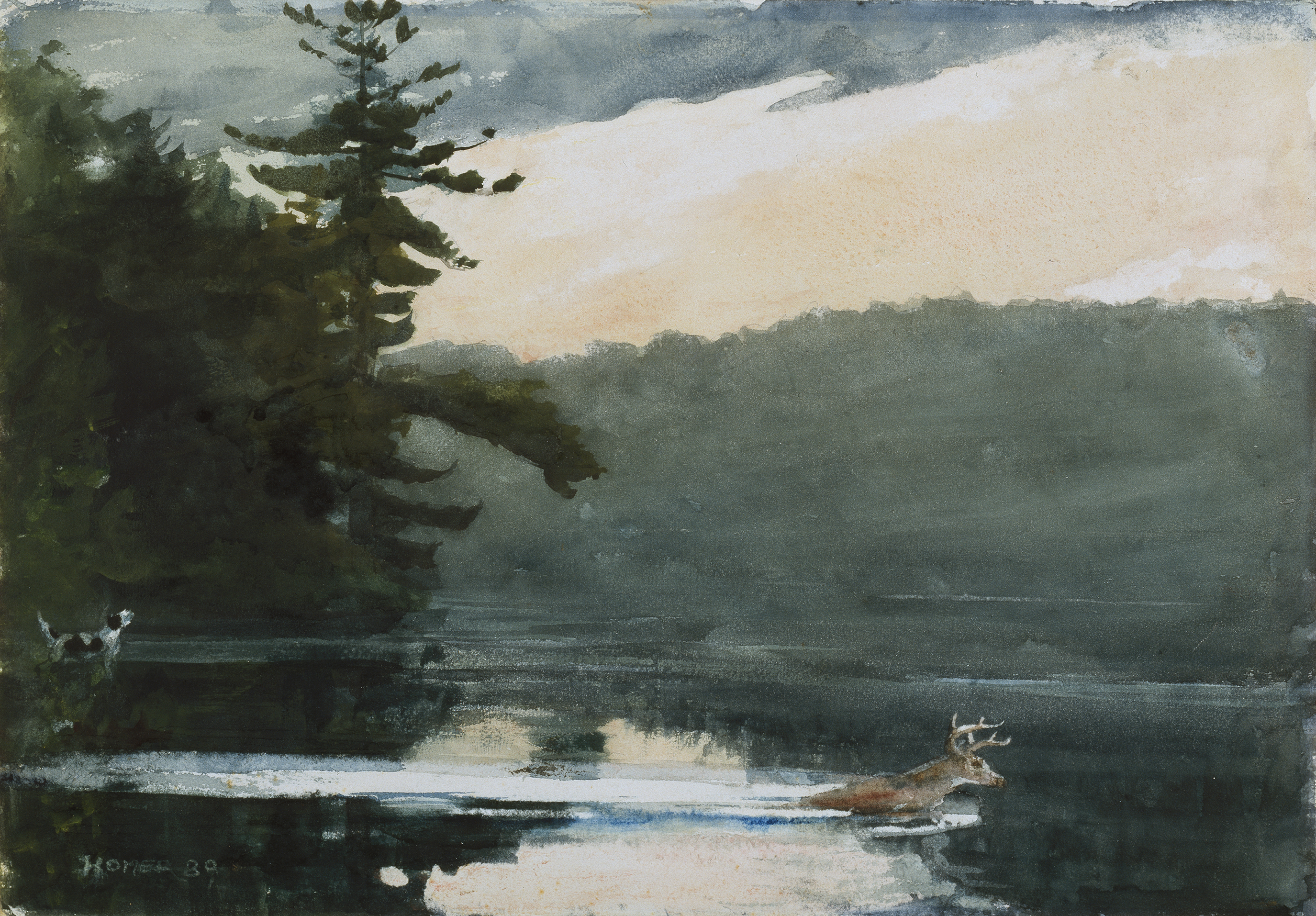
«Адірондак. Олень пливе озером»
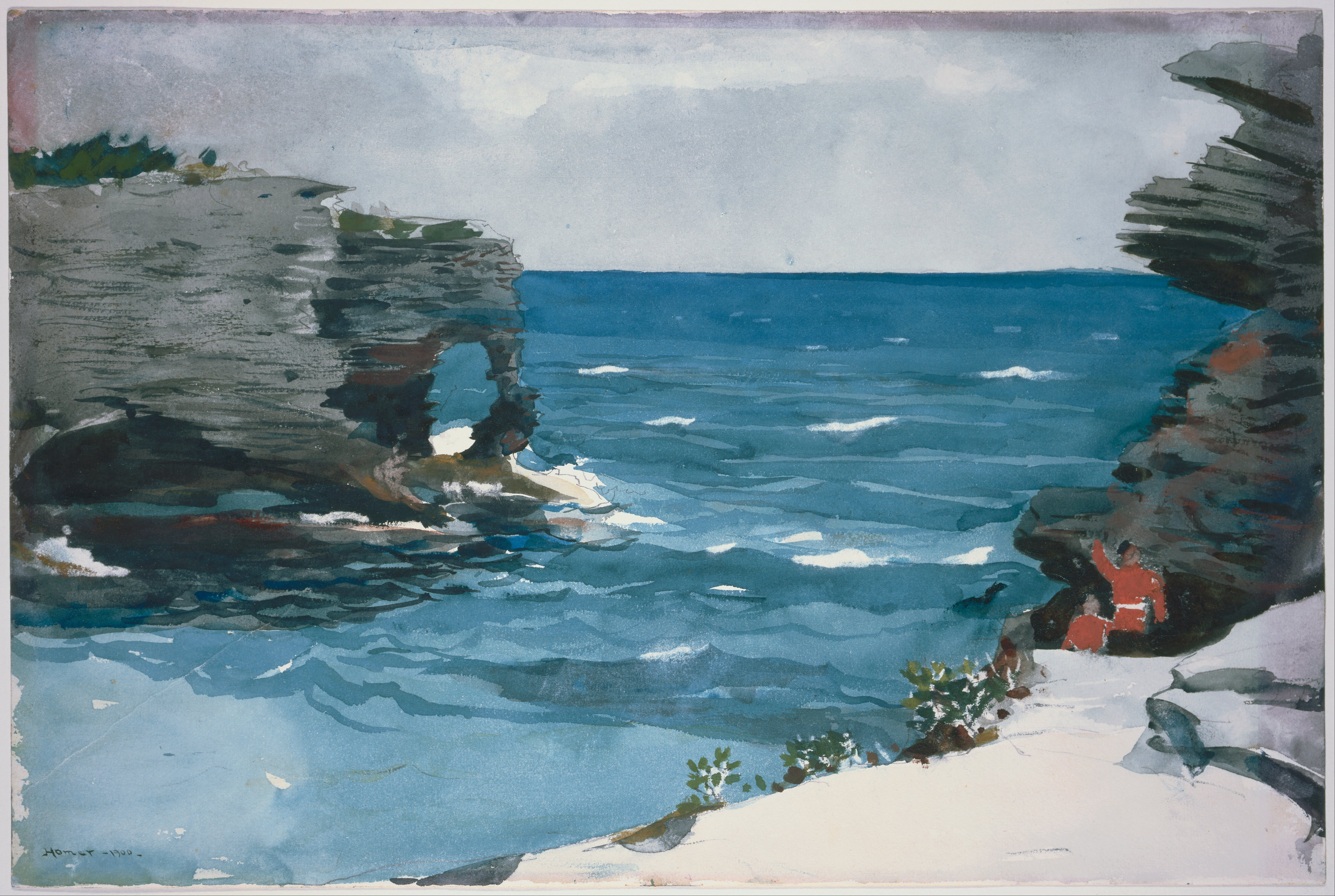
«Скелі на узбережжі, Бермуди»
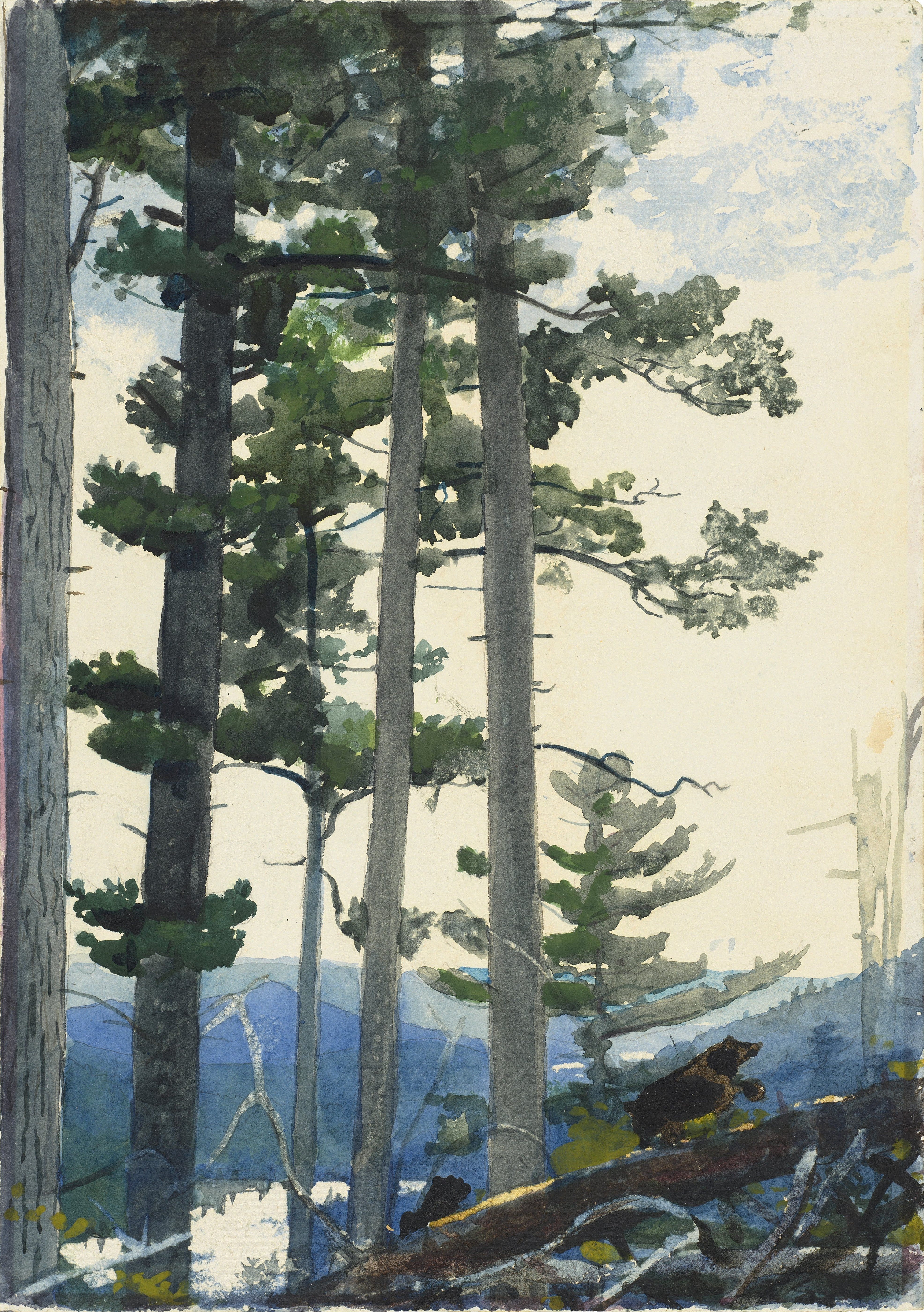
«Давні мешканці»